# Fédération française de rugby
Ne doit pas être confondu avec Fédération française de rugby à XIII.
Pour les articles homonymes, voir FFR.
La Fédération française de rugby (FFR) est une association qui a la charge d'organiser et de développer le rugby à XV et le rugby à sept en France.
Depuis 2010, son siège social est situé au Centre national du rugby (3-5, rue Jean de Montaigu à Marcoussis). Son président est Florian Grill depuis le 14 juin 2023.

## Historique

### Création
Le Comité central d'organisation du rugby est fondé le 13 mai 1919, en prenant la suite du comité rugby de l'Union des sociétés françaises de sports athlétiques (USFSA) (dont les maillots de sélection nationale étaient jusqu'alors ornés de deux anneaux, rouge et bleu, entrelacés, de 1906 à 1910). Il adopte le nom de Fédération française de rugby le 11 octobre 1920, le lendemain de la victoire française de Colombes sur les champions olympiques américains.
La Fédération française de rugby a été reconnue d'utilité publique en 1922. Il faut attendre près de 58 ans pour que la FFR soit définitivement admise à l'IRB en 1978 auprès des Home Unions de traditions anglo-saxonnes.
Le 17 mai 2021, la FFR devient la première fédération sportive française à inclure les personnes transgenres dans son règlement et à leur permettre de jouer lors des compétitions officielles. Cette décision est prise à l'occasion de la journée mondiale contre l'homophobie, la transphobie et la biphobie. Cette prise de décision se fait à rebours de la directive de World Rugby qui préconise l'exclusion des femmes transsexuelles, une exclusion adoptée par la majorité des fédérations, notamment celles des nations britanniques,,.

### Siège

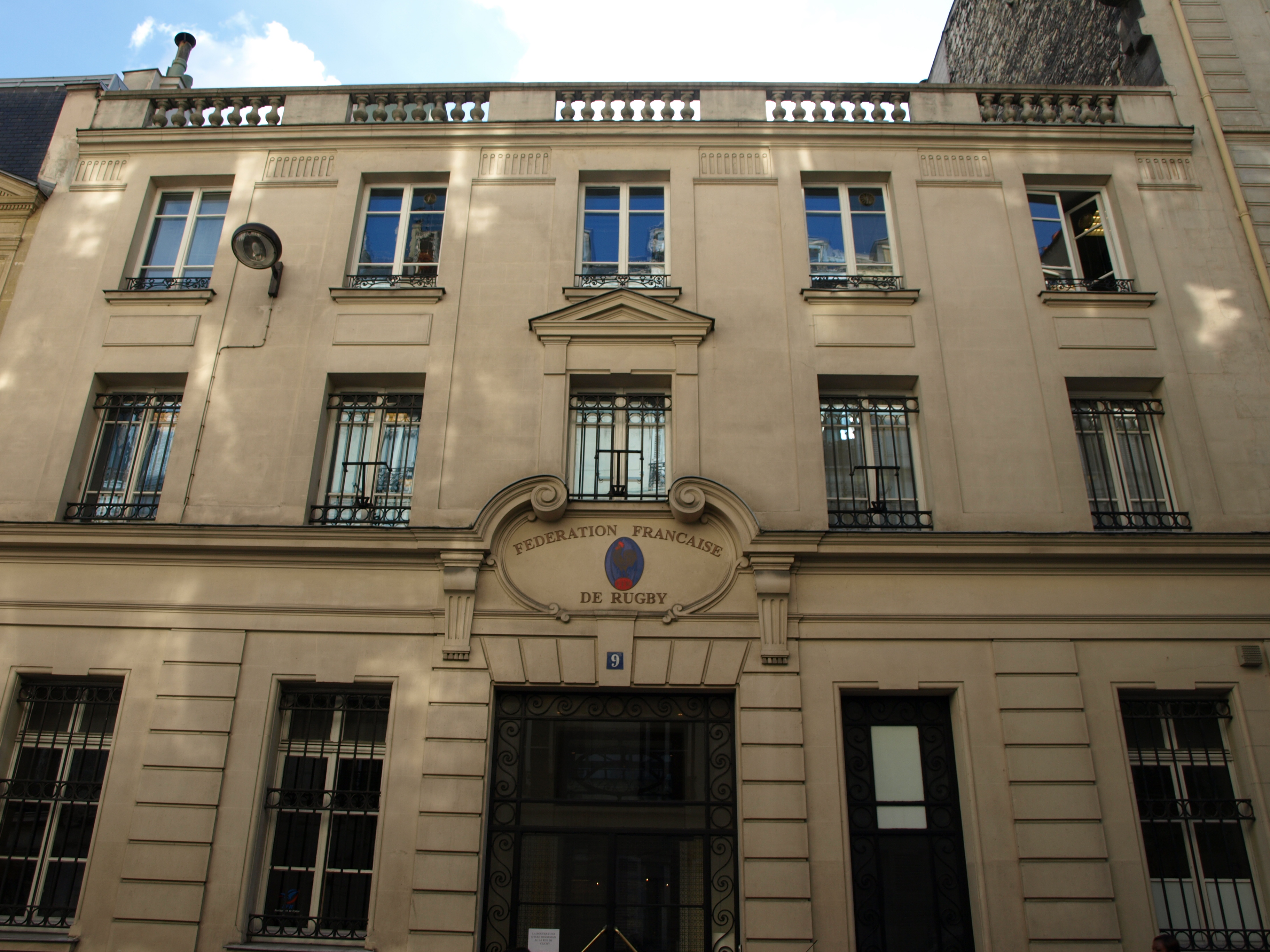
Le 9 rue de Liège, siège de la FFR de 1995 à 2010.

Lors de sa fondation en 1920, la FFR occupe des locaux rue Rossini, dans le 9e arrondissement de Paris, proche de l'Hôtel des ventes à Drouot, avant de déménager deux ans plus tard pour s'installer au 61, rue des Petits-Champs, dans le 1er arrondissement de Paris.
Au lendemain de la Seconde Guerre mondiale, la FFR s'installe au 7, cité d'Antin. C'est dans cet hôtel particulier du 9e arrondissement qu'Albert Ferrasse règne sur le rugby français durant tout le temps qu'il passe à la tête de la FFR (juin 1968 à décembre 1991).
En 1995, l'avènement du professionnalisme entraîne le déménagement de la FFR. L'homme d'affaires Jean-Claude Darmon, propriétaire d'un hôtel dans le même arrondissement, rue de Liège, et alors chargé de la communication et des droits télé du rugby français, lui trouve un joli immeuble, au 9 de la rue de Liège, entre la Gare Saint-Lazare et la Place de Clichy.
En 2010, la FFR abandonne ce siège au 9e arrondissement de Paris, pour regrouper ces activités administratives et sportives au Centre national du rugby, 3-5, rue Jean-de-Montaigu à Marcoussis.

### Identité visuelle

Fédération française de rugby hôte de la Coupe du monde de rugby à XV 2007

Lors de son congrès du centenaire, la FFR dévoile son nouveau logo à compter du 28 juin 2019, décliné en deux versions : le premier à caractère institutionnel pour représenter la fédération, ainsi qu'un second utilisé à des fins de communications commerciales ainsi que pour symboliser les différentes équipes nationales.

Évolution du logo
Logo abandonné le 28 juin 2019.
Logo « institutionnel » depuis le 28 juin 2019.
Logo « commercial » depuis le 28 juin 2019.

## Dirigeants de la FFR

### Élections successives

#### De Frantz Reichel à Jean Delbert

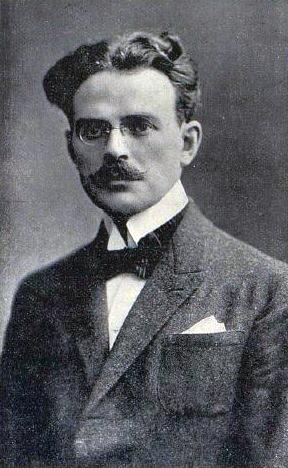
Octave Léry, premier président de la FFR.

En 1919, au lendemain de la Première Guerre mondiale, Frantz Reichel prend la direction du Comité central d'organisation du rugby, dissident de l'Union des sociétés françaises de sports athlétiques et proclamé indépendant le 13 mai 1919, pour aider à l'émancipation de son sport.
Frantz Reichel ne se présente pas à la première élection présidentielle de la FFR, le mardi 12 octobre 1920. Il laisse le vétérinaire toulousain Octave Léry, ancien joueur du Stade toulousain et président du Comité des Pyrénées, se faire élire dans un fauteuil.
En 1928, après huit ans de bons et loyaux services, Octave Léry passe la main. La succession est assurée par Roger Dantou, fondateur du comité du Périgord. C'est au cours de sa présidence (1928-1939) que l'International Board exclut la France du Tournoi. La maladie emporte Roger Dantou en 1939.
Il est remplacé par un urologue toulousain, Albert Ginesty, maire éphémère de Toulouse en 1944, juste après qu'il a démissionné de son poste à la tête de la Fédération. C'est alors un ancien du SCUF, Alfred Eluère, vice-champion olympique avec l'équipe de France aux Jeux d'Anvers 1920, qui prend la relève. Promoteur immobilier à Soorts-Hossegor, il assure le développement de la station balnéaire landaise dont il sera le maire pendant plus de trente ans.
Son successeur, René Crabos, faisait partie lui aussi de l'équipe française médaillée d'argent aux JO d'Anvers. Crabos est un théoricien du jeu, à qui l'on doit notamment la technique de la défense glissée. Avant d'accéder à la présidence, René Crabos est un brillant trois-quarts centre international (17 sélections). À la tête de la FFR, on lui doit la sélection de toute la ligne de trois-quarts lourdaise en équipe de France et le rappel du deuxième ligne et capitaine de Mazamet, Lucien Mias, pour la tournée historique en Afrique du Sud de 1958.
Après dix ans de règne, René Crabos passe la main. Le président du Comité des Pyrénées, Jean Delbert, lui succède pendant quatre ans. Le temps pour un groupe de jeunes dirigeants ambitieux, réunis autour du président agenais, Albert Ferrasse, de former une liste d'opposition. Le Congrès de Clermont-Ferrand 1966 lui est fatal, il est désavoué par le comité directeur qui nomme le Graulhétois Marcel Batigne à sa place.

#### Présidence de Marcel Batigne puis d'Albert Ferrasse

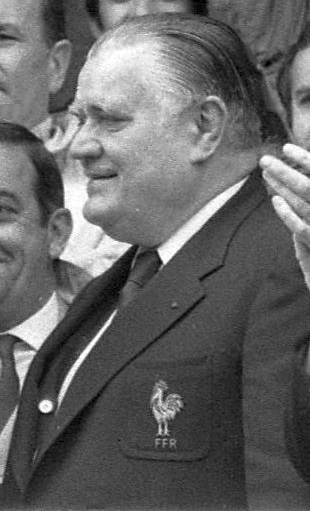
Albert Ferrasse, président de la FFR de 1968 à 1991.

Marcel Batigne est élu à la tête de la FFR, le 3 décembre 1966, au terme du congrès de Clermont-Ferrand, en remplacement de Jean Delbert. Il arrive au pouvoir avec les « gros pardessus », Guy Basquet et Albert Ferrasse à qui il laissera la présidence un an plus tard pour prendre celle de la FIRA.
A soixante-treize ans, Albert Ferrasse est réélu pour la 7e fois président de la FFR, le samedi 13 avril 1991, à Paris, à l'issue d'une assemblée générale destinée à élire les trente-cinq membres d'un nouveau comité directeur de la FFR. La liste conduite par l'Agenais en association avec Jean Fabre, l'ancien président du Stade toulousain, a remporté vingt-quatre sièges contre onze à celle emmenée par Robert Paparemborde, le manager général du Racing club de France. Président depuis 1968, Albert Ferrasse se voit donc offrir un septième mandat. Comme convenu, il s'est engagé à céder la place à Jean Fabre à la fin de l'année.

#### Élection surprise de Bernard Lapasset
En décembre 1991, Albert Ferrasse quitte donc la présidence et le comité directeur doit élire le nouveau président. Jean Fabre, successeur naturel de Ferrasse propose un vote à main levée. Le comité directeur lui refuse. Aucun autre candidat que Fabre ne se présente. Après un vote secret, le nom de Bernard Lapasset, président du comité d'Île-de-France, sort vainqueur. Les listes de Ferrasse et Paparemborde ont fait alliance contre Jean Fabre. Fabre démissionne sur le champ, imité par Max Guibert et Michel Crauste qui le soutenaient.

#### De 1995 à 2016: élections sans liste d'opposition
Bernard Lapasset est réélu le samedi 14 septembre 1995 au stade Géo-André à Paris avec 95,17 % des votes puis de nouveau le 14 décembre 1996 à la Maison de la chimie à Paris avec 91,58 % des 7 414 voix (sur 9 422 inscrits) à la suite du retrait de la liste « rugby pour tous » menée par Marcel Martin, en raison d'un référé jugé « irrecevable ».
En 1998, la FFR est ensuite contraint de revoir le mode de scrutin pour les élections fédérales. Le scrutin plurinominal avec possibilité de panachage succède au système dit des "listes bloquées". Cette modification permet l'existence d'une opposition au sein du comité directeur de la FFR, voire l'émergence d'une nouvelle majorité. Il faudra cependant attendre jusqu'en 2016 pour voir plusieurs listes s'affronter aux élections fédérales et ainsi permettre un panachage au sein du comité directeur.
En 2000, Jacques Fouroux et Robert Paparemborde tentent de monter une liste d'opposition à l'équipe en place, mais se retirent finalement laissant Lapasset gagner l'élection avec 98 % des suffrages. Le bureau est néanmoins renouvelé : le secrétaire général Jacques Laurans laisse sa place à Alain Doucet et René Hourquet remplace le trésorier Jacques Dubois.
Bernard Lapasset reste ainsi 17 ans à la présidence avant de démissionner en juillet 2008 pour prendre ses fonctions de président de l'International Rugby Board. Il remet sa démission à l'assemblée générale de Vannes, le 12 juillet 2008.
Le 20 décembre 2008, Pierre Camou succède en effet à Bernard Lapasset, élu par le Comité Directeur à l’unanimité (94,70 % des voix), alors qu’il occupait déjà ses fonctions de président par intérim (après le départ de Lapasset à la présidence de l’IRB). Pierre Camou a été auparavant président du comité Côte basque Landes de 1996 à 2008, trésorier-adjoint de la FFR de 1996 à 2000 puis vice-président de 2000 à juillet 2008, responsable du Centre national du rugby de Linas-Marcoussis. Le 8 décembre 2012, sa réélection constitue un nouveau cavalier seul (89,76 % des voix). Serge Blanco devient alors le vice-président de la FFR.
Les deux mandats de Pierre Camou sont marqués par la croissance du rugby hexagonal : + 10 % de clubs, + 24 % de licenciés masculins et surtout + 102 % de licenciées féminines. Pierre Camou œuvre en gestionnaire d’une entreprise lucrative, la FFR se hissant parmi les plus riches fédérations sportives françaises.

#### Élection fédérale de 2016
Le 1er septembre 2015, Bernard Laporte annonce sa candidature pour l'élection du président de la FFR en décembre 2016, et choisit Serge Simon comme directeur de campagne. Pierre Camou annonce en décembre 2015 qu'il est de nouveau candidat pour la présidence de la FFR, pour un troisième mandat. Alain Doucet, secrétaire général de la FFR, est lui aussi candidat à la présidence. Pierre Salviac, initialement candidat, retire sa candidature le 23 septembre 2016. Les candidats Laporte et Doucet demandent le vote décentralisé afin que les présidents n'aient pas à se déplacer au Centre national du rugby pour voter. Cependant, l'équipe en place refuse de le mettre en place.
Pierre Camou souhaite poursuivre le projet de grand stade de la Fédération française de rugby à XV tandis que ses opposants y sont tous les deux opposés.
Lors de l'assemblée générale élective du 3 décembre 2016, la liste menée par Bernard Laporte obtient 52,6 % des voix, soit 29 sièges, contre 35,28 % des voix pour Pierre Camou (6 sièges) et 12,16 % pour Alain Doucet (2 sièges). Bernard Laporte est élu à la présidence de la FFR. Serge Simon est alors nommé premier vice-président, manager des équipes de France et chargé la communication et du marketing. Pascal Papé, Philippe Rougé-Thomas, Fabrice Estebanez, Bernard Viviès, Annick Hayraud, Pierre Camou, Serge Blanco, Sandrine Agricole, Fabien Pelous et Alain Doucet sont également membres du nouveau comité directeur.

#### Réélection puis démission de Bernard Laporte
En 2019, Florian Grill, ancien soutien de Pierre Camou et président de la ligue régionale Île-de-France de rugby, présente sa candidature à la présidence de la fédération face à Bernard Laporte pour l'élection qui a lieu le 3 octobre 2020. Il est le premier à dévoiler sa liste complète. Jean-Marc Lhermet, Jean-Claude Skrela, Serge Blanco, Éric Champ, Sylvain Deroeux, Fabien Pelous, Abdelatif Benazzi, Julien Pierre, Didier Mené et Jean-François Contant, président de la ligue régionale Bourgogne-Franche-Comté de rugby, sont également candidats pour intégrer le comité directeur à ses côtés.
Le 7 juillet 2020, Bernard Laporte annonce qu'il est également candidat à un deuxième mandat à la présidence de la FFR. Il est notamment accompagné sur sa liste par Serge Simon, Wanda Noury et Pascal Papé ainsi que de nombreux présidents de ligues régionales : Alain Doucet (Occitanie), candidat à la présidence en 2016, Henri Mondino (Provence Alpes Côte d'Azur), Michel Macary (Nouvelle-Aquitaine), Dominique Coquelet (Pays de la Loire), André Prigent (Centre-Val de Loire), Jacques Vimbert (Normandie) et Jean-Simon Savelli (Corse).
Pour la première fois, l'élection du comité directeur se déroule sous forme d'un scrutin électronique et décentralisé.
En juillet 2020, la liste d'opposition demande le report des élections de quelques mois après l'interruption de la campagne en raison de la pandémie de Covid-19 en France. Le comité fédéral d'éthique et de déontologie de la FFR estime aussi qu'il serait préférable de décaler le scrutin de deux mois. La gouvernance en place choisit tout de même de maintenir l'assemblée élective le 3 octobre car le ministère des Sports autorise le report mais ne l'impose pas. Saisi en qualité que conciliateur par la liste d'opposition, le Comité national olympique et sportif français recommande aussi de reporter de deux mois les élections prévues le 3 octobre. Cependant, face à l'appel du Conseil scientifique Covid-19 à se préparer à une deuxième vague à l'automne et afin de ne pas remettre en cause le calendrier général validé lors du comité directeur du 31 août 2019 (incluant les élections des ligues le 7 novembre et des comités départementaux le 5 décembre), la FFR confirme le maintien de l'assemblée générale fédérale élective à la date du 3 octobre 2020.
En septembre, la campagne de Bernard Laporte est perturbée par une mise en garde à vue pendant 48 heures par le parquet national financier, à seulement 10 jours de l'élection fédérale, dans l'enquête sur ses liens avec le groupe Altrad, propriétaire du club de rugby de Montpellier et sponsor de l’équipe de France, et des soupçons favoritisme au profit du club de Montpellier.
À l'issue du scrutin, les résultats donnent une faible avance à la liste menée par Bernard Laporte avec 51,47 % des voix. Ce dernier est réélu président de la fédération. Serge Simon, Alain Doucet, Wanda Noury, Pascal Papé, Florian Grill, Jean-Marc Lhermet, Jean-Claude Skrela, Serge Blanco, Éric Champ et Sylvain Deroeux sont notamment élus au comité directeur.
Après sa condamnation par le tribunal correctionnel de Paris en première instance, Bernard Laporte se met en retrait de la présidence de la FFR pour se conformer à la demande du Comité d'éthique du rugby français et du Ministère des Sports. Il garde le poste de président de la Fédération mais délègue toutes ces prérogatives à un président délégué. Il désigne Patrick Buisson le 6 janvier 2023 et se met immédiatement en retrait. Cette nomination doit être approuvée par les clubs mais seul 49 % de ces derniers votent en sa faveur. Le vendredi 27 janvier 2023, Bernard Laporte, lors d'un comité directeur en présence de la ministre des sports Amélie Oudéa-Castéra, présente sa démission. Elle entraîne une vacance et un processus électoral ; avec d'abord la nomination d'un président intérimaire parmi les membres du bureau (via un vote du comité directeur) jusqu'à la prochaine assemblée générale (du 29 juin au 1er juillet 2023 à Lille) où les clubs seront appelés à élire un nouveau président. Lors de cette réunion, les neuf élus de l'opposition (Ovale Ensemble), emmenée par Florian Grill, décident de quitter le comité directeur, démission suivie par celle des représentants de la LNR (René Bouscatel, président, et Didier Lacroix, président du Stade toulousain). Le 3 février 2023, Alexandre Martinez, trésorier général depuis 2016, est nommé président par intérim par le comité directeur.

#### Élection de Florian Grill
Après ces démissions, une élection est organisée pour renouveler les 12 sièges vacants du comité directeur et pour élire le nouveau président de la fédération. En mai 2023, l'opposition Ovale Ensemble remporte 11 des sièges tandis que Guilhem Guirado, ancien capitaine du XV de France, est le seul élu au sein des soutiens de la majorité en place. Florian Grill, Jean-Marc Lhermet, Abdelatif Benazzi et Sylvain Deroeux sont notamment élus.
Un mois plus tard, le 14 juin 2023, Florian Grill est élu président de la FFR face à Patrick Buisson, représentant du camp pro-Laporte (58,57 % contre 41,43 %). Il souhaite rassembler les forces de bonne volonté pour gouverner la fédération malgré qu'une majorité du comité directeur reste issu de la liste de Bernard Laporte. Les représentants de la LNR réintègrent alors aussi le comité directeur. Serge Simon, premier vice-président de Bernard Laporte, décide lui de démissionner de toutes ses fonctions à la FFR et du comité directeur.

#### Élection fédérale de 2024
Le 16 décembre 2023, l'assemblée générale de la FFR vote en faveur de nouveaux statuts pour répondre aux nouvelles directives législatives (loi datant du 2 mars 2022) visant à inclure les notions de parité et à augmenter la représentation des sportifs de haut niveau, des entraîneurs et des arbitres dans les instances. Le comité directeur et le bureau stratégiques sont respectives remplacés par le comité d'orientation politique et le bureau stratégique. Le comité d'orientation politique, désormais paritaire, est composé de 38 membres élus, dont au moins un médecin, deux représentants de la Ligue nationale de rugby, deux représentants des sportifs de haut niveau, deux représentants des tecniciens et deux représentants des arbitres.
En mai 2024, Didier Codorniou annonce qu'il est candidat à la présidence de la FFR pour les élections fédérales prévues le 19 octobre 2024. Ancien joueur du RC Narbonne et du Stade toulousain et international français avec 31 sélections, il mène ensuite une carrière politique. Il est notamment maire de Gruissan depuis 2001 et vice-président du conseil régional d'Occitanie depuis 2016. Il a le soutien des internationeux Jo Maso, Jean-Pierre Rives et Guilhem Guirado. Philippe Dintrans, Guilhem Guirado, Danièle Irazu, Annick Hayraud, Cécilia Saubusse, Michel Pebeyre, Michel Macary, président le la ligue Nouvelle-Aquitaine, et Jean-Simon Savelli, président le la ligue Corse, sont notamment membres de sa liste.
Le président sortant Florian Grill se représente également pour être réélu à la tête de la fédération. Il présente une liste avec notamment Jean-Marc Lhermet, Sylvain Deroeux, Abdelatif Benazzi, Ariane Van Ghelue, Coumba Diallo, Fanny Horta et Jean-François Contant, président le la ligue Bourgogne-Franche-Comté.
La liste Ovale Ensemble du président sortant l'emporte avec 67,22 % des voix contre 32,78 % pour la liste 100 % rugby de Didier Codorniou. Florian Grill est donc réélu président de la FFR pour les quatre prochaines années. Jean-Marc Lhermet, Sylvain Deroeux, Abdelatif Benazzi, Ariane Van Ghelue, Coumba Diallo, Fanny Horta, Didier Codorniou, Cécilia Saubusse, Michel Pebeyre, Didier Lacroix (représentant de la LNR) et Tual Trainini (représentant des arbitres) sont également élus au sein du comité d'orientation politique,.

### Liste des présidents
| Nom | Nom                          | Dates du mandat  | Dates du mandat                              | Autres fonctions |
| --- | ---------------------------- | ---------------- | -------------------------------------------- | --- |
|     | Frantz Reichel               | 13 mai 1919      | 12 octobre 1920 (1 an, 4 mois et 29 jours)   | |
|     | Octave Léry                  | 12 octobre 1920  | mai 1928 (7 ans, 7 mois et 14 jours)         | Président du Comité des Pyrénées |
|     | Roger Dantou                 | mai 1928         | mai 1939 (11 ans)                            | Introducteur du rugby à Périgueux en 1897 et créateur du Club athlétique périgourdin en 1901 Fondateur et président du Comité régional du Périgord Créateur (1934) et président de la FIRA                                                             |
|     | Albert Ginesty               | 24 juin 1939     | mai 1943 (4 ans et 2 jours)                  | Président du Comité des Pyrénées de 1925 à 1935 Président du Stade toulousain de 1935 à 1938 Maire de Toulouse du 9 juin 1944 au 20 août 1944 |
|     | Alfred Eluère                | juin 1943        | juin 1952 (9 ans)                            | Maire de Soorts-Hossegor de 1935 à 1972 Président du Comité national des sports de 1947 à 1967 |
|     | René Crabos                  | juin 1952        | 1962 (9 ans et 9 mois)                       | |
|     | Jean Delbert                 | 1962             | 3 décembre 1966 (4 ans)                      | Président du comité des Pyrénées Président de la FIRA |
|     | Marcel Batigne               | 3 décembre 1966  | juin 1968 (1 an, 6 mois et 23 jours)         | Président du SC graulhetois de 1954 à 1971 Président de la FIRA de 1968 à 1989 |
|     | Albert Ferrasse              | juin 1968        | 14 décembre 1991 (23 ans et 6 mois)          | Président du SU Agen de 1963 à 1985 Président du comité Périgord-Agenais de 1966 à 1968 Président de l'International Rugby Board entre 1980 et 1987 Président de la FIRA de 1989 à 1997                                                                |
|     | Bernard Lapasset             | 14 décembre 1991 | 12 juillet 2008 (16 ans, 6 mois et 28 jours) | Président du comité d'Île-de-France de 1988 à 1991 Président de l'International Rugby Board de 2008 à 2016 Vice-président du Comité national olympique et sportif français de 1992 à 2009 Co-président du comité de candidature Paris 2024.            |
|     | Pierre Camou                 | 12 juillet 2008  | 3 décembre 2016 (8 ans, 4 mois et 21 jours)  | Fondateur (en 1963) et président de l'US Garazi Président du comité Côte basque Landes de 1996 à 2008 Trésorier-adjoint de la FFR de 1996 à 2000 Vice-président de la FFR, responsable du Centre national du rugby de Linas-Marcoussis, de 2000 à 2008 |
|     | Bernard Laporte              | 3 décembre 2016  | 27 janvier 2023 (6 ans, 1 mois et 24 jours)  | Manager du Stade français de 1995 à 1999 Sélectionneur du XV de France de 1999 à 2007 Secrétaire d'État chargé des Sports de 2007 à 2009 Manager du RC Toulon de 2011 à 2016 Vice-président de World Rugby de 2020 à 2022                              |
|     | Alexandre Martinez (intérim) | 3 février 2023   | 14 juin 2023 (4 mois et 11 jours)            | Président de l'ASV Lavaur de 2009 à 2017 Trésorier général de la FFR de 2016 à 2023 |
|     | Florian Grill                | 14 juin 2023     | en cours (1 an, 9 mois et 12 jours)          | Président de l'AC Boulogne-Billancourt de 2009 à 2012 Président de la Ligue régionale Île-de-France de rugby de 2017 à 2023 |

### Directeurs généraux
- De ? à février 2017 : Jean-Louis Barthès
- De février 2017 à juin 2021 : Sébastien Conchy
- De juin 2021 à décembre 2023 : Laurent Gabbanini
- Depuis janvier 2024 : Jérémie Lecha

### Directeurs techniques nationaux

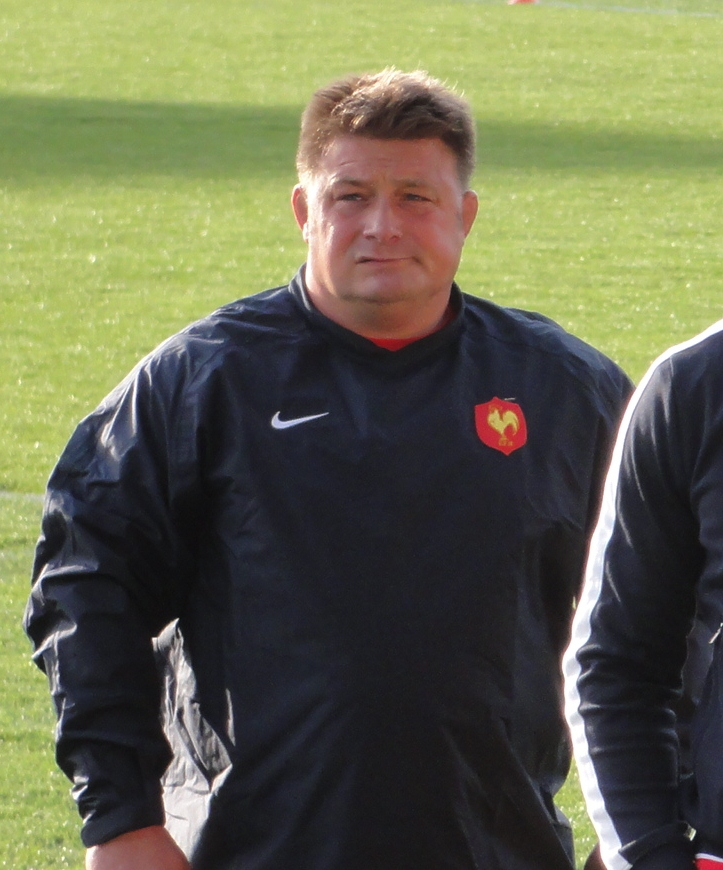
Didier Retière, directeur technique national de 2014 à 2022.

La direction technique nationale de la FFR est créé en 1972. Le premier DTN, Fernand Cazenave, est nommé en 1972 par le ministère des Sports sous le gouvernement de Pierre Messmer.
- 1972 - 1984 : Fernand Cazenave[68]
- 1984 - octobre 1991 : Serge Dijon[68]
- octobre 1991 - octobre 1999 : Robert Antonin[68]
- novembre 1999 - janvier 2004 : Pierre Villepreux
- janvier 2004 - octobre 2014 : Jean-Claude Skrela
- octobre 2014 - 31 mars 2022 : Didier Retière
- Depuis avril 2022 : Olivier Lièvremont

### Direction de l'arbitrage
Président de la commission centrale des arbitres (Jusqu'en décembre 2016)
- 1992 - octobre 2009 : René Hourquet[69]
  - Directeur technique de l'arbitrage : Joël Dumé (2001-2009)
- octobre 2009 - décembre 2016 : Didier Mené[70]
  - Directeur technique de l'arbitrage : Joël Dumé (2009-2016)

Directeur national de l'arbitrage (Poste créé en décembre 2016)
- De décembre 2016 à juin 2019 : Joël Dumé
- Depuis le 1er juillet 2019 : Franck Maciello[71].

## Polémiques

### Affaires de la violence des plaquages au rugby
En 2018, trois joueurs perdent la vie sur un terrain de rugby ses joueurs sont Nicolas Chauvin 18 ans (arrêt cardiaque sur le terrain pendant un match), Adrien Descrulhes 17 ans (mort dans sont lit suite a un traumatisme crânien la veille a cause d'un plaquage) et Louis Fajfrowski 21 ans (plusieurs malaise suite a un plaquage au niveau du thorax). 
Le pére de Nicolas Chauvin porte plainte contre X pour homicide involontaire. Le 16 janvier 2025, le tribunal judiciaire de Bordeaux prononce un non-lieu, la FFR dira que c'est un accident hors le plaquage était au niveau des épaules donc illégale au rugby. Jean-Christophe Berlin, qui était alors en charge du pôle médical, s’indigne du manque de réaction dans le milieu et démissionne.
En mars 2025, Nicolas Haddad 15 ans décède après le choc reçu lors d'un match en Corse.

## Organisation de compétitions
La FFR délègue à la Ligue nationale de rugby la gestion du rugby à XV professionnel (Top 14 et Pro D2), mais la ligue, fondée en 1998, reste sous l'autorité de la fédération. La FFR organise également toutes les autres compétitions à caractère national :
| Compétitions masculines de rugby à XV - Nationale - Nationale 2 - Fédérale 1 - Fédérale 2 - Fédérale 3 - Nationale B - Fédérale B - Excellence B - Championnat de France espoirs - Trophée Christian Belascain - Coupe René-Crabos - Coupe Pierre Alamercery - Challenge Pierre Gaudermen | Compétitions féminines de rugby à XV - Élite 1 - Élite 2 - Fédérale 1 - Fédérale 2 - Réserve Élite 1 - moins de 18 ans Élite - moins de 18 ans Accession |

À l'échelon régional et départemental, les ligues régionales prennent le relais de la FFR, mais toujours sous l'autorité de cette dernière.

## Organisation territoriale

### 1919-2018: Organisation en comités territoriaux
Les représentants de la FFR sur le territoire sont organisés en 26 comités territoriaux métropolitains, 102 comités départementaux et 7 comités d'outre-mer.

### Transformation en ligues régionales
Conséquence de la réforme territoriale des régions, le ministère de la Jeunesse et des Sports impose à la FFR de calquer son organisation territoriale sur celle des nouvelles régions. Le 1er juillet 2018, les comités territoriaux sont alors remplacés par 13 ligues régionales métropolitaines calquées sur les régions françaises.
Initialement, une 14e ligue, la ligue d'Outremer de rugby, devait être créée mais la FFR renonce finalement à ce projet. Elle constate que cette ligue n'avait pas de raison d'être compte tenu des spécificités de chaque région ultramarine.
| - Carte des comités territoriaux en 2010. - Carte des ligues régionales depuis 2018. |

| Ligue régionale | Ligue régionale            | Président            | Nombre de licenciés (au 30 juin 2017) | Nombre de clubs (au 31 mai 2021) |
| --------------- | -------------------------- | -------------------- | ------------------------------------- | -------------------------------- |
|                 | Occitanie                  | Joël Castany         | 67 808                                | 430                              |
|                 | Nouvelle-Aquitaine         | Michel Réchede       | 62 948                                | 369                              |
|                 | Auvergne-Rhône-Alpes       | Thierry Tonnelier    | 51 886                                | 274                              |
|                 | Île-de-France              | Thierry Alliesse     | 33 916                                | 149                              |
|                 | Provence-Alpes Côte d'Azur | Sébastien Rizza      | 22 352                                | 128                              |
|                 | Bourgogne-Franche-Comté    | Christian Poulalier  | 12 057                                | 87                               |
|                 | Hauts-de-France            | Claude Codron        | 10 111                                | 59                               |
|                 | Centre-Val de Loire        | Rodolphe Estève      | 9 918                                 | 68                               |
|                 | Grand Est                  | Joël Terrier         | 9 693                                 | 62                               |
|                 | Bretagne                   | Fabrice Quénéhervé   | 9 212                                 | 69                               |
|                 | Pays de la Loire           | Hugues Meillereux    | 7 977                                 | 56                               |
|                 | Normandie                  | Sandrine Romagné     | 7 974                                 | 52                               |
|                 | Corse                      | Dominique Marcellesi | 1 061                                 | 12                               |

| Comités territoriaux d'Outre-mer | Président           | Nombre de licenciés | Nombre de clubs |
| -------------------------------- | ------------------- | ------------------- | --------------- |
| La Réunion                       | Daniel Blondy       | 1 800               | 13              |
| Guadeloupe                       | Frédéric Rouillon   | 1 284               | 11              |
| Nouvelle-Calédonie               | Marc Perinet        | 1 123               | 9               |
| Martinique                       | Sébastien Bottin    | 1 110               | 8               |
| Guyane                           | Dominique Castella  | 864                 | 7               |
| Wallis-et-Futuna                 | Etuato Mulikihaamea | 713                 | 6               |
| Mayotte                          | Eric Landmann       | 516                 | 7               |

En 2020, la FFR signe une convention avec la Fédération polynésienne de rugby pour accompagner cette fédération, affiliée directement à Oceania Rugby, dans le développement du rugby en Polynésie française.

## Palmarès des équipes de France
Il existe en France un total de sept équipes nationales différentes, reconnues et dirigées par la FFR.

### Équipe de France de rugby à XV
- Coupe du monde :
  - Coupe du monde de rugby 1987 : Finaliste
  - Coupe du monde de rugby 1991 : Quart de finaliste
  - Coupe du monde de rugby 1995 : Demi-finaliste (3e)
  - Coupe du monde de rugby 1999 : Finaliste
  - Coupe du monde de rugby 2003 : Demi-finaliste (4e)
  - Coupe du monde de rugby 2007 : Demi-finaliste (4e)
  - Coupe du monde de rugby 2011 : Finaliste
  - Coupe du monde de rugby 2015 : Quart de finaliste
  - Coupe du monde de rugby 2019 : Quart de finaliste
  - Coupe du monde de rugby 2023 : Quart de finaliste
- Tournoi des Six Nations :
  - Victoires seules (18), dont dix grands chelems : 1959, 1961, 1962, 1967, 1968, 1977, 1981, 1987, 1989, 1993, 1997, 1998, 2002, 2004 , 2006, 2007, 2010 , 2022, 2025 (les grands chelems sont en gras)
  - Victoires partagées (8) : 1954, 1955, 1960, 1970, 1973, 1983, 1986, 1988
- Jeux Interalliés : 1919
- Championnat européen des nations : 1935, 1936, 1937, 1938, 1952, 1954
- Trophée Eurostar : 2 mars 2002, 30 août 2003, 27 mars 2004, 13 février 2005, 12 mars 2006, 11 août 2007, 18 août 2007 et 20 mars 2010
- Trophée Dave Gallaher : 13 juin 2009
- Trophée des bicentenaires : 17 novembre 2001, 13 novembre 2004, 5 novembre 2005
- Trophée Giuseppe Garibaldi : 3 février 2007, 9 mars 2008, 21 mars 2009, 14 mars 2010
- Coupe Latine : 1995 et 1997
- Jeux Méditerranéens : 1955, 1979, 1983 et 1993
- Jeux olympiques :
  - 1900 : Champion
  - 1920 : Vice-champion
  - 1924 : Vice-champion

### Équipe de France féminine
- Championnat d'Europe : 1988 (Trophée Henri Fléchon), 1996 (Trophée FIRA, et suivants), 1999, 2000 et 2004 (avec un grand chelem au dernier titre FIRA)
- Tournoi des Six Nations : 2002, 2004 et 2005 (dont trois avec le Grand Chelem)
- Coupe du monde : 3e en 1991, 1994, 2002, 2006, 2014, 2017 et 2021 ; 4e en 2010 ; 8e en 1998

### Équipe de France des amateurs
- Championnat d'Europe: équipe de Midi-Pyrénées en 2005

### Équipe de France universitaires masculins
- Championnat du monde: 1992, 1996, 1998, 2000
- Championnat d'Europe: Université de Pau et des Pays de l'Adour (UPPA) en 2000 et 2002

### Équipe de France des juniors
- Championnat du monde des moins de 21 ans (annuel, jusqu'en 2007, sous l'égide de l'IRB) : 1er en 2006 (à Clermont-Ferrand)
- Championnat du monde juniors (annuel, sous l'égide de la FIRA, et 1re édition en 1969 : 19 victoires françaises)[76]: 1969, 1970, 1971, 1974, 1975, 1976, 1977, 1978, 1979, 1980, 1981, 1982, 1983, 1985, 1986, 1988, 1992 (à Madrid), 1995 (à Bucarest) et 2000 (à Dijon, en Bourgogne-Franche-Comté)
- Championnat du monde junior : 1er en 2018 et 2019 et 2023 ; 4e en 2011, 2015 et 2017

### Participation aux Jeux méditerranéens
- 1955, 1979, 1983 et 1993

### Participation aux Jeux olympiques
- Championne olympique en 1900 (au mois d'octobre, au vélodrome municipal de Vincennes dans le cadre de l’Exposition universelle - trois équipes)
- Vice-championne olympique en 1920 (deux équipes seulement participaient) et en 1924 (trois équipes)

## Statistiques
| Année | Nombre de clubs | Nombre de licenciés | Moyenne |
| ----- | --------------- | ------------------- | ------- |
| 1920  | 173 clubs       |                     |         |
| 1924  | 894 clubs       |                     |         |
| 1936  | 588 clubs       |                     |         |
| 1952  | 759 clubs       |                     |         |
| 1966  | 812 clubs       | 59 000 licenciés    | 72,6    |
| 1972  | 1 350 clubs     | 110 000 licenciés   | 81,5    |
| 1999  | 1436 clubs      | 255 314 licenciés   | 177,8   |
| 2000  | ?               | 223 692 licenciés   |         |
| 2004  | ?               | 201 276 licenciés   |         |
| 2005  | ?               | 205 535 licenciés   |         |
| 2006  | ?               | 212 059 licenciés   |         |
| 2007  | 1 687 clubs     | 278 634 licenciés   | 165,1   |
| 2008  | ?               | 363 073 licenciés,  |         |
| 2009  | 1 734 clubs     | 347 563 licenciés   | 200,4   |
| 2010  | ?               | 371 000 licenciés   |         |
| 2011  | 1 830 clubs     | 326 368 licenciés   |         |
| 2012  | ?               | 311 601 licenciés   |         |
| 2015  | ?               | 438 144 licenciés   |         |
| 2016  | 1 921 clubs     | 328 344 licenciés   |         |
| 2018  | ?               | 335 000 licenciés   |         |
| 2019  | 1 922 clubs     | 281 554 licenciés   | 146,5   |
| 2020  | -               | -                   |         |
| 2021  | -               | 244 043 licenciés   |         |
| 2022  |                 |                     |         |
| 2023  |                 |                     |         |

## Récompenses
Chaque année, les médailles de la FFR sont décernées pour honorer les réalisations exceptionnelles dans le rugby français.
Le comité directeur de la FFR décerne annuellement des récompenses honorifiques aux dirigeants, arbitres, éducateurs ou joueurs qui auront rendu des services éminents, ainsi qu’aux membres du personnel fédéral.
Ces récompenses sont constituées par des médailles d’Honneur, et comportent quatre échelons : Bronze, Argent, Vermeil et Or.
Des conditions particulières s'appliquent pour l'attribution de ces distinctions :
- nul ne peut postuler la médaille de Bronze s'il ne compte au minimum dix années d’activité dans le rugby français ;
- nul ne peut postuler la médaille d’Argent s'il ne compte au minimum quinze années d’activité et n'est pas titulaire de la médaille de Bronze depuis cinq ans au moins ;
- nul ne peut postuler la médaille de Vermeil s'il ne compte au minimum vingt ans d’activité et n'est pas titulaire de la médaille d’Argent depuis sept ans au moins ;
- nul ne peut postuler la médaille d’Or s'il n'est pas titulaire de la médaille de Vermeil depuis dix ans au moins.

Ces dispositions ne sont pas applicables :
- au président de la F.F.R. qui sera, de droit, l'objet d'une promotion de médaille d’Or s'il n'est pas déjà titulaire de cette haute distinction ;
- aux capitaines ou joueurs de l'équipe nationale et aux arbitres internationaux ainsi qu’à des membres à titre exceptionnel sans condition d'ancienneté.

Les propositions de récompenses sont établies par les comités territoriaux et le bureau fédéral de la F.F.R, avant le 15 novembre de chaque année. La liste des récompenses décernées par la F.F.R. est conservée au siège.

## Projet de Grand Stade de la FFR
La Fédération ne voulant plus dépendre du Consortium du Stade de France, elle souhaite en parallèle aboutir à une indépendance financière afin de gérer directement ses ressources et la répartition des fonds pour le développement du rugby français.
En novembre 2010, Pierre Camou, président de la FFR et Serge Blanco, membre du comité directeur de la FFR, présentent au public leur projet de stade de la Fédération française de rugby, un stade de 82 000 places avec pelouse et toit rétractable.
Malgré la position du ministère des Sports, par l'intermédiaire de David Douillet qui voit d'un œil peu favorable le désengagement de la FFR du Stade de France, le choix définitif du site s'est effectué fin juin 2012 au congrès de la FFR à La Baule et s'est porté sur celui d'Evry centre Essonne. Candidat à la présidence de la FFR en 2016, Bernard Laporte est opposé à la construction de ce Grand Stade de 80.000 places. Il est élu le 3 décembre. Dès lors, le projet est en passe d'être abandonné.
Le 14 décembre 2016, le projet est effectivement officiellement abandonné à l'issue de la première réunion du nouveau comité directeur.